# Гаджіабад (Камаре, 33°40′ пн.ш. 49°59′ сх.д.)
Гаджіабад (перс. حاجي اباد) — село в Ірані, у дегестані Хоррам-Дашт, у бахші Камаре, шагрестані Хомейн остану Марказі. За даними перепису 2006 року, його населення становило 56 осіб, що проживали у складі 14 сімей.

## Клімат
Середня річна температура становить 13,12 °C, середня максимальна – 32,47 °C, а середня мінімальна – -8,44 °C. Середня річна кількість опадів – 221 мм.
| Клімат поселення                              | Клімат поселення | Клімат поселення | Клімат поселення | Клімат поселення | Клімат поселення | Клімат поселення | Клімат поселення | Клімат поселення | Клімат поселення | Клімат поселення | Клімат поселення | Клімат поселення | Клімат поселення |
| Показник                                      | Січ.             | Лют.             | Бер.             | Квіт.            | Трав.            | Черв.            | Лип.             | Серп.            | Вер.             | Жовт.            | Лист.            | Груд.            |                  |
| Середній максимум, °C                         | 9,38             | 10,86            | 15,66            | 19,41            | 24,73            | 31,25            | 32,47            | 31,92            | 27,51            | 21,38            | 15,47            | 9,36             |                  |
| Середня температура, °C                       | 0,47             | 1,93             | 6,74             | 10,49            | 15,81            | 22,34            | 26,07            | 25,52            | 21,09            | 14,97            | 9,07             | 2,94             |                  |
| Середній мінімум, °C                          | −8,44            | −6,98            | −2,17            | 1,58             | 6,89             | 13,41            | 19,67            | 19,11            | 14,71            | 8,56             | 2,67             | −3,46            |                  |
| Норма опадів, мм                              | 37               | 35               | 40               | 26               | 17               | 2                | 2                | 1                | 1                | 7                | 22               | 31               |                  |
| Середньомісячна швидкість вітру, м/с          | 1.43             | 2.00             | 2.89             | 2.91             | 2.82             | 2.46             | 2.44             | 2.34             | 2.20             | 2.23             | 1.88             | 1.71             |                  |
| Середньомісячна сонячна радіація, кДж/м²·день | 9713             | 13055            | 15461            | 18724            | 22541            | 26758            | 25738            | 24350            | 21498            | 16084            | 11356            | 9308             |                  |
| --------------------------------------------- | ---------------- | ---------------- | ---------------- | ---------------- | ---------------- | ---------------- | ---------------- | ---------------- | ---------------- | ---------------- | ---------------- | ---------------- | ---------------- |
| Джерело:                                      |                  |                  |                  |                  |                  |                  |                  |                  |                  |                  |                  |                  |                  |